# 弗拉基米爾·薩爾基相
弗拉基米爾·薩爾基相（1935年6月25日—2013年1月3日）是科學家，亞美尼亞國家科學院院士。